# 김정미 (축구 선수)
김정미(金正美, 1984년 10월 16일~)는 대한민국의 여자 축구 선수로 포지션은 골키퍼이다. 현재는 WK리그 인천 현대제철 레드엔젤스 소속으로 뛰고 있으며, 현재 대한민국 여자 축구의 살아있는 전설로 불린다.

## 어린 시절
어렸을 때부터 뛰어난 운동 신경으로 인해스카우트 제의를 받아 현대청운중학교 여자 축구부에 입단하며 축구를 시작했으며, 2학년 때 키가 갑자기 큰 후로부터 골키퍼를 맡게 되었다.

## 구단 경력
2004년에 인천 현대제철 레드엔젤스에 입단한 이후에 팀의 주전 골키퍼로 활약했다. 2021년에는 WK리그 통산 250경기 출장 기록을 달성하며 팀에서 주전으로 뛰며 17개의 트로피를 들어 올렸다.
2024년 4월 22일 서울시청과 경기에 통산 300경기 출장을 달성하였다.

## 국가대표팀 경력
2003년 6월 10일에 열린 태국과의 2003년 AFC 여자 축구 선수권 대회 조별 예선 경기에서 처음 출전하면서 대한민국 여자 축구 국가대표팀 선수로 데뷔했으며 2차례의 FIFA 여자 월드컵(2003년, 2015년), 2차례의 아시안 게임(2006년 도하 아시안 게임, 2014년 인천 아시안 게임)에 참가했다.
2016년 2월 29일에 열린 조선민주주의인민공화국과의 2016년 리우데자네이루 하계 올림픽 여자 축구 아시아 지역 최종 예선 경기에 출전하면서 A매치 100경기 출전 기록을 수립했는데 이 기록은 대한민국의 여자 축구 선수로는 권하늘에 이어 2번째 기록이다. 2017년 EAFF E-1 여자 풋볼 챔피언십 이후로 한동안 대표팀에서 선발되지 않았다가 2019년에 열린 3차례의 A매치에 출전했다. 하지만 2019년 5월에 WK리그 경기 훈련 도중에 왼쪽 아킬레스건이 파열되는 부상을 당하면서 2019년 FIFA 여자 월드컵 참가가 좌절되고 만다.
4년 후, 2023년 FIFA 여자 월드컵에 최고령 선수로 참가하게 되었다.

## 수상 내역

### 클럽
인천 현대제철 레드엔젤스
- WK리그 11회 우승 (2013, 2014, 2015, 2016, 2017, 2018, 2019, 2020, 2021, 2022, 2023), 4회 준우승 (2009, 2010, 2011, 2012)

### 국가대표
- 2003년 AFC 여자 축구 선수권 대회 3위
- 2005년 동아시아 여자 축구 선수권 대회 우승
- 2010년 동아시아 여자 축구 선수권 대회 3위
- 2013년 EAFF 여자 동아시안컵 3위
- 2014년 인천 아시안 게임 여자 축구 동메달
- 2015년 EAFF 여자 동아시안컵 준우승

### 개인
- 2016년 대한축구협회 선정 올해의 여자 축구 선수상 수상[8]